# زيبد
زيبد هي قرية في مقاطعة غناباد - (جناباد) بمحافظة خراسان رضوي في إيران. وفق تعداد عام 2006، بلغ تعدادها 868 نسمة.
وقد ذكر كاليسثينيس، أنه رأي الفرس وهم يستخدمون الساعات المائية عند مروره من هناك عام 328 ق.م لتنظيم توزيع الماء في قنوات الري. كما كانوا يستخدمون الساعات المائية لتحديد أعيادهم الدينية قبل الإسلام.